# Muricea crassa
Muricea crassa är en korallart som beskrevs av Addison Emery Verrill 1869. Muricea crassa ingår i släktet Muricea och familjen Plexauridae. Inga underarter finns listade i Catalogue of Life.